# Estrella sin luz
Estrella sin luz es una película musical mexicana de 1953 escrita y dirigida por Ernesto Cortázar y protagonizada por Rosa Carmina y Fernando Fernández. 

## Argumento
El compositor Armando (Fernando Fernández), reprocha a Beatriz (Gina Cabrera), su intérprete, que no sea más abnegada. Camino al hotel, Armando atropella levemente a una joven llamada Sara (Rosa Carmina) y se enamoran. Beatriz, para vengarse, aconseja a Sara que cultive sus dotes musicales. Ella ignora que él detesta a las artistas. La sorprende en un cabaret, pero Sara le promete no volver a cantar y se casan. Un día Armando, desesperado porque no encuentra una intérprete, accede a que Sara cante y triunfa. Armando le abandona, pero al saber que está embarazada regresa a su lado.

## Reparto
- Rosa Carmina como Sara
- Fernando Fernández como Armando
- Gina Cabrera como Beatriz
- Alberto González Rubio
- Víctor Manuel Castro como Bailarín
- Roberto Cobo como Bailarín
- Manuel "El Loco" Valdés como Bailarín

## Comentarios
Tercera y última cinta de la rumbera cubana Rosa Carmina con Producciones Rosas Priego. El productor Alfonso Rosas Priego coloca a la actriz en un tipo de películas muy distintas a las realizadas por Juan Orol. La cinta fue filmada en La Habana Vieja, cosa que nunca se había realizado.